# Reino de Cuxe

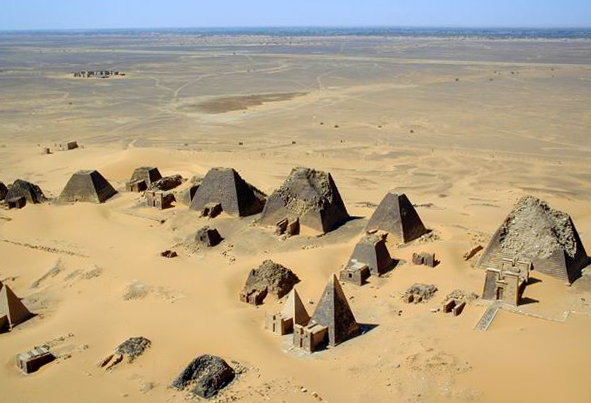
As pirâmides de Meroé no norte do Sudão, do século XXXII a.C. Uma das primeiras civilizações no vale do Nilo, os Estados Cuxitas controlaram a região antes das incursões egípcias.

O Reino de Cuxe (por vezes citado apenas como Cuxe, e  após a transferência da capital para Meroé, como Reino Meroítico ou  Reino de Meroé) foi um antigo reino africano situado ao sul de Assuão, entre a primeira e a sexta catarata do rio Nilo, onde hoje se localiza o Sudão. Estabelecido após o colapso da Era do Bronze e da desintegração do Reino Novo egípcio, tinha como centro a cidade de Napata em sua primeira fase. Após a invasão do Egito pelo rei Cáchita, no século VIII a.C., os reis cuxitas reinaram também como faraós da 25ª dinastia egípcia por um século, até que foram expulsos por Psamético I, em 656 a.C. Durante a Antiguidade Clássica, a capital do Reino de Cuxe foi Meroé. Para os geógrafos gregos antigos, o império meroítico era conhecido como Etiópia. O Reino de Cuxe persistiu até o século IV d.C., quando perdeu força e se desintegrou devido a rebeliões internas.

## Etimologia e grafia
O nome dado a esta civilização é proveniente do Velho Testamento, que registra um personagem bíblico, Cuxe, um dos filhos de Cam que se estabeleceu no nordeste da África. Na Idade Antiga e na Bíblia, uma grande região que abrangia o norte do Sudão, o sul do Egito e partes da Etiópia, Eritreia e Somália era conhecida como Cuxe. Outros estudiosos afirmam que a Cuxe bíblica localizava-se no sul da Arábia.
Em português, o nome do personagem bíblico varia conforme a versão do Velho Testamento. O dicionário Houaiss e a tradução de João Ferreira de Almeida atualizada empregam a forma Cuxe.
O gentílico de Cuxe é cuxita.
Há uma família de línguas supostamente derivadas dos descendentes de Cuxe, que são por isso chamadas línguas cuxíticas.

## História

### Origens
As primeiras sociedades a se desenvolver na área surgiram na Núbia antes da Primeira Dinastia do Egito (r. 3100–2890 a.C.). Em cerca de 2 500 a.C., os egípcios começaram a avançar na direção sul e é por meio deles que a maior parte das informações sobre Cuxe ficou conhecida. Mas esta expansão foi detida pela queda do Médio Império no Egito. A expansão egípcia recomeçou em aproximadamente em 1 500 a.C., mas desta vez encontrou resistência organizada. Os historiadores não têm certeza se esta resistência foi oferecida por cidades-Estado múltiplas ou por um império unificado, e debatem se o conceito de Estado surgiu ali de modo independente ou se foi tomado do Egito. Os egípcios lograram vencer a resistência e fizeram da região uma colônia sua, durante o reinado de Tutemés I, cujo exército mantinha ali um certo número de fortalezas.
No século XI a.C., disputas internas no Egito permitiram aos nativos derrubar o regime colonial egípcio e instituir um reino independente, governado a partir de Napata.

### Napata
Em 980 a.C, é fundado o Reino de Cuxe com sede em Napata. Não há registros dos primeiros reis cuxitas, e por isso, a unificação da Núbia é atribuída ao rei Alara. Alara, que reinou entre 780 e 755 a.C., era visto pelos seus sucessores como o fundador do reino Cuxita. O reino cresceu em influência e veio a dominar a região meridional egípcia de Elefantina e até mesmo Tebas. Alara foi sucedido por seu irmão Cáchita, mas é graças à seu sucessor Piiê que o reino alcança o seu auge. O rei cuxita Piiê era filho de Cáchita e Xepenupete I, meia-irmã de Taquelótis III e "esposa do deus Amom". O cargo de santa adoradora concebia privilégios políticos em Tebas, na época sob governo do sacerdócio de Amom. Durante sua conquista ao Egito, Piiê se apresentou como devoto de Amom e obrigou Xepenupete I adotar Amenirdis I, filha de Cáchita e irmã de Piiê, como sua própria filha, o que lhe tornaria herdeira do cargo de esposa do deus Amom, garantindo o poder cuxita sobre Tebas. Dominando o Egito, Piiê se torna o 2º faraó da XXV dinastia, conhecida como a "dinastia dos faraós negros".
A dinastia napata é sucedida por Xabaca, Xabataca e Taraca, e em todos os seus reinados, os cuxitas enfrentaram suscetivas invasões assírias contra o Egito e conseguiram inclusive dominar o oriente próximo, expandindo a influência dos cuxitas do atual Sudão até a região da Palestina.
Quando os assírios invadiram o Egito em 671 a.C., contudo, Cuxe tornou-se uma vez mais um Estado independente. O último rei Cuxita a tentar retomar o controle do Egito foi o sucessor de Taraca, Tantamani, que foi definitivamente derrotado pela Assíria em 664 a.C. Subsequentemente, o poder cuxita sobre o território egípcio declinou e extinguiu-se em 656 a.C., quando Psamético I, fundador da XXVI dinastia, reunificou o Egito. Em 591 a.C., os egípcios invadiram Cuxe e saquearam e incendiaram Napata.

### Meroé

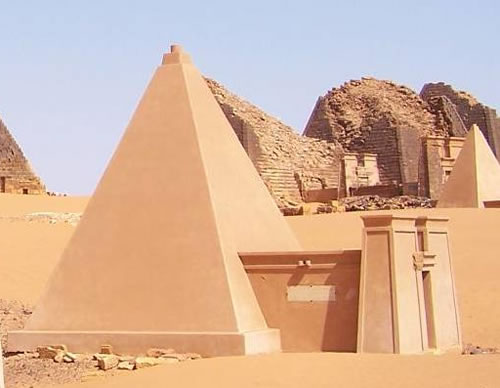
Pirâmides de Meroé, no atual Sudão

Diversos registros arqueológicos mostram que os sucessores de Aspelta transferiram a capital para Meroé, mais ao sul do que Napata. A data exata da mudança não é conhecida, embora alguns historiadores acreditem que o fato ocorreu durante o reinado de Aspelta, como reação à invasão egípcia da Baixa Núbia. Outros estudiosos pensam que a transferência deveu-se à atração do ferro, já que Meroé, ao contrário de Napata, possuía vastas florestas que serviam de combustível para os altos-fornos. A chegada de mercadores gregos na área também sinalizou o fim da dependência Cuxita do comércio ao longo do Nilo, pois agora podia exportar seus produtos via o mar Vermelho e as colônias mercantis gregas ali localizadas.
Uma teoria alternativa afirma que havia na verdade dois Estados separados mas estreitamente interligados, um em Napata e outro em Meroé. Com o tempo, o último teria eclipsado o primeiro. Não se encontrou até o momento uma residência real ao norte de Meroé e é possível que Napata fosse apenas um centro religioso, mas este permaneceu uma cidade importante, onde os reis eram coroados e sepultados, mesmo se houvessem residido em Meroé.
Em cerca de 300 a.C., os soberanos Cuxitas começaram a ser sepultados em Meroé. Alguns entendem que este fato indicaria uma ruptura com os sacerdotes de Napata. Diodoro Sículo relata a história de um soberano meroítico chamado Ergamenes, contemporâneo de Ptolomeu II, que recebera a ordem de se suicidar mas teria rompido com a tradição e, ao revés, ordenado a execução dos sacerdotes. Uma explicação mais simples é que a capital sempre fora em Meroé.
Em algum momento, Cuxe deixou de usar os hieróglifos egípcios e desenvolveu uma nova escrita, chamada meroítica, para representar a língua meroítica, que ainda não foi completamente decifrada. Em 23 a.C., o governador romano do Egito, Petrônio, invadiu a Núbia em reação a um ataque núbio contra o sul da província e saqueou Napata (22 a.C.).

### Declínio

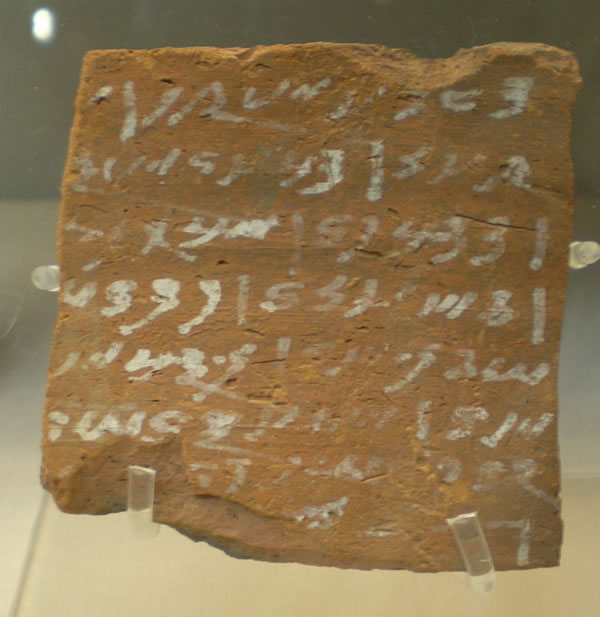
Óstraco com escrita meroítica (Museu Britânico, Londres).

O declínio de Cuxe é um assunto altamente controverso. Após o século II, os túmulos reais começam a reduzir-se em dimensões e esplendor e a construção de grandes monumentos cessou. Os sepultamentos reais em pirâmides cessam a partir de meados do século IV. Segundo a teoria tradicional, Cuxe teria sido destruída por uma invasão do Império de Axum, por volta de 350. Entretanto, alguns pensam que o relato axumita parece descrever a repressão a uma revolta em terras que os etíopes já controlavam. Ademais, refere-se apenas aos nubas (um povo dos montes Nuba, no atual Sudão), sem mencionar os governantes de Meroé.
O último rei de Meroé chamava-se Sect Lie; pouco mais é conhecido a seu respeito. Por volta do século VI, novos Estados se haviam formado na área antes controlada por Meroé. Ao que parece, os nobácios (mencionados em fontes romanas anteriores e que alguns estudiosos associam com os nubas) evoluíram para formar o Reino da Nobácia (um reino cristão africano na Baixa Núbia) e outros na região. Os outros dois Estados da área, Macúria e Alódia, eram similares. Falavam núbio antigo e escreviam com uma versão do alfabeto copta. A língua meroítica e sua escrita parecem ter desaparecido.